# Гигојешти (Њамц)
Гигојешти (рум. Ghigoiești) насеље је у Румунији у округу Њамц у општини Штефан чел Маре. Oпштина се налази на надморској висини од 360 m.

## Становништво
Према подацима из 2002. године у насељу је живело 668 становника, од којих су сви румунске националности.